# Loch Ness (film 1996)
Loch Ness è un film del 1996 diretto da John Henderson.

## Trama
Lo zoologo americano Jonathan Dempsey, specializzato negli studi su animali "mitici" e in piena crisi professionale, viene inviato sul Loch Ness  per sfatare la leggenda della presenza di un mostro. Ospite nella locanda di Laura McFridge, simpatizza con la figlioletta di costei, Isabel, ma nonostante ciò è impaziente di finire il lavoro e di andarsene. Affitta pertanto una barca e scandaglia senza risultati le acque con strumenti ultramoderni, suscitando la diffidenza dell'anziano guardiano delle acque. Proprio quando Dempsey sta per partire sicuro dell'inesistenza del mostro, una fotografia scattata dal dottor Abernathy, il suo predecessore morto misteriosamente, che mostra una strana pinna, lo induce a rimanere. Dempsey, dopo un incidente sul lago, si convince che il mostro esiste e nel raccontarlo a Laura si emoziona e la bacia.
Poi, su un disegno di Isabel raffigurante il mostro, Jonathan scorge pinne uguali a quelle della fotografia; la piccola gli promette che gli mostrerà la creatura e lo conduce in una caverna lacustre sotterranea, dove avviene finalmente l'incontro con due sauri fossili sopravvissuti che, atterriti dal flash della macchina fotografica di Dempsey, per poco non fanno annegare Isabel. Con le prove dell'esistenza dei due dinosauri acquatici e nonostante l'opposizione di Laura e della bambina, Dempsey pensa solo al successo e giunge a Londra per annunciare la clamorosa scoperta in una conferenza stampa. Sul treno però il funzionario delle acque prega Jonathan di non tradire il segreto del lago, e così Dempsey decide di non rivelare la sua scoperta e torna in Scozia accanto alla donna che ama.